# Real hasta la muerte: The Mixtape
Real Hasta la Muerte: The Mixtape es el primer Mixtape del cantante puertorriqueño, Anuel AA. Estrenado el 29 de febrero de 2016, el disco cuenta con 11 sencillos recopilatorios, y cuenta con las colaboraciones de grandes artistas del género urbano como Ozuna, Ñengo Flow, Arcángel, De La Ghetto, Lito Kirino, Kendo Kaponi, Lary Over, Bryant Myers, Anonimus, Brytiago y Almighty.
En 2018, se estrenó su álbum de estudio con el mismo nombre.

## Producción
El álbum fue un proyecto donde se recopilatorio los grandes éxitos de Anuel en ese momento.
Este fue lanzado meses después del arresto del cantante.

## Lista de canciones
| N.º | Título                                                                        | Duración |  |
| 1.  | «Or Nah (Spanish Remix)»                                                      | 3:41     |  |
| 2.  | «Soldado y Profeta (Remix)» (Ft. Almighty, Ñengo Flow, Kendo Kaponi & Ozuna)  | 8:32     |  |
| 3.  | «Ayer»                                                                        | 4:41     |  |
| 4.  | «La ocasión» (ft. De La Ghetto, Arcángel, Ozuna)                              | 6:17     |  |
| 5.  | «Nacimos Para Morir (Remix)» (ft. Jory Boy)                                   | 4:08     |  |
| 6.  | «Armo 100pre andamos»                                                         | 3:10     |  |
| 7.  | «Coronamos» (ft.lito kirino)                                                  | 3:08     |  |
| 8.  | «Los Intocables» (ft. Ñengo Flow)                                             | 3:38     |  |
| 9.  | «Street Poem»                                                                 | 4:07     |  |
| 10. | «Tu Me Enamoraste (Remix)» (ft. Lary Over, Almighty, Bryant Myers & Brytiago) | 5:46     |  |
| 11. | «Nunca sapo»                                                                  | 3:32     |  |